# Marguerite de France (1523-1574)
Pour les articles homonymes, voir Marguerite de France et Marguerite de Valois.
Marguerite de France, parfois appelée Marguerite de Valois ou Marguerite de Savoie, est née au château royal de Saint-Germain-en-Laye le 5 juin 1523. Elle est morte à Turin (Piémont), le 15 septembre 1574 et inhumée en l'abbaye d'Hautecombe, nécropole de la maison de Savoie.
Elle est la fille du roi de France, François Ier et de Claude de France. Elle est la petite-fille de la princesse Louise de Savoie et de la duchesse Anne de Bretagne.
Elle porte le titre de duchesse de Berry depuis le 21 décembre 1549, en succédant à sa tante Marguerite d'Angoulême. Puis elle devient duchesse de Savoie, le 10 juillet 1559, par son mariage avec le duc Emmanuel-Philibert de Savoie, cousin germain de son père, le roi François Ier. Elle est la mère de Charles-Emmanuel Ier de Savoie, né le 12 janvier 1562 au château de Rivoli.
Jusqu'à son mariage, elle vécut à la cour de France, sous les règnes de son père, François Ier et de son frère, Henri II. Puis, elle accompagne son mari à Nice, à Chambéry, à Rivoli et enfin définitivement, à Turin, qui devient, en 1562, la nouvelle capitale des États de Savoie, en remplacement de Chambéry. C'est dans l'ancien palais de l'archevêque de Turin, transformé en palais ducal, que se situe la cour de Savoie. Marguerite va y résider, entourée de ses demoiselles d'honneur, jusqu'à la fin de sa vie.
Marguerite était la protectrice des poètes de la Pléiade. Elle a manifesté de la sympathie pour les adeptes de la Réforme protestante. Après son mariage, elle joua un rôle capital dans la restitution des derniers territoires occupés que les Français vont devoir évacuer dans les États de Savoie, en vertu du traité du Cateau-Cambrésis.
Par ses talents politiques, Marguerite de France a rendu à la Savoie les plus grands services. Tous ses actes témoignent d'une entente parfaite des situations les plus ardues, d'une âme généreuse et de droiture. À sa mort, survenue en 1574, elle fut pleurée par le peuple de Savoie, de Nice et de Turin.

## Biographie

### Jeunesse
Fille du roi François Ier et de sa première épouse, Claude de France, la princesse ne connut pas sa mère, morte quelques mois après sa naissance. C'est sous l'influence de sa tante et marraine, la reine de Navarre Marguerite, qu'elle grandit.
À la cour de France, elle se lia d'amitié avec sa belle-sœur Catherine de Médicis. À l'imitation de Marguerite de Navarre, les deux princesses écrivaient des nouvelles.
Marguerite de France est l'amie et la protectrice des poètes de La Pléiade.
Plus tard, l'influence de ce milieu humaniste la fit s'intéresser à la Réforme protestante, sans pour autant qu'elle s'y convertît.
Elle fut également une alliée pour son frère Charles, duc d'Orléans, dans la rivalité qui l'opposait au dauphin Henri, leur frère aîné (le futur Henri II).

### Princesse célibataire
En dépit de nombreuses propositions qui lui furent faites, ce n'est qu'à l'âge de trente-six ans que Marguerite fut mariée. Pour une princesse du XVIe siècle, c'est un mariage très tardif (quelques jours avant son propre mariage, ses nièces Élisabeth et Claude sont mariées, la première âgée de 14 ans avec le roi d'Espagne, la seconde âgée de 12 ans avec le duc de Lorraine).
Du fait des soubresauts de la politique de son père François Ier, plusieurs projets d'alliance avaient avorté dans son enfance. Au moment de la paix de Cambrai (1529), Marguerite qui avait six ans, fut fiancée à Maximilien d'Autriche, neveu de l'empereur, qui n'avait que deux ans. Mais la guerre entre Valois et Habsbourg reprit quelques années plus tard. En 1538, le roi François Ier s'entendit de nouveau avec l'empereur pour marier Marguerite, 15 ans, mais, cette fois avec l'archiduc Philippe d'Autriche (futur Philippe II d'Espagne) qui avait 11 ans. Une fois encore, l'entente entre le roi et l'empereur fut de courte durée et les fiançailles furent rompues.
À sa mort en 1547, François Ier recommandait à son fils, Henri II, de bien marier sa sœur. Mais, très fière de son sang royal, Marguerite ne voulait épouser qu'un roi ou, à tout le moins, un souverain. Peinant à lui trouver un prétendant digne de son rang, Henri II lui attribua en 1549 pour ses besoins matériels le duché de Berry.

### Amie et protectrice des poètes du temps de La Pléiade
À la cour de France, Marguerite fréquente un cercle composé de femmes cultivées : sa tante et marraine, Marguerite d'Angoulême, future reine de Navarre, sa sœur Madeleine, future reine d'Écosse, Éléonore de Habsbourg, seconde épouse de son père François Ier, Catherine de Médicis, épouse de son frère Henri II. Ces dames sont, comme elle-même, formées aux langues classiques, le latin et le grec. Marguerite, outre une excellente pratique de sa langue maternelle, a une bonne connaissance de l'italien. À la mode de la Renaissance, ces dames, entourées de leurs demoiselles d'honneur, déclament les vers en français et en latin inspirés des poètes de la cour, en les accompagnant parfois de la musique du compositeur Antoine de Bertrand.
Parmi les poètes de son temps, celui qui va entrainer le mouvement de réforme littéraire de la Renaissance est l'helléniste Jean Dorat, professeur de grec au Collège de Coqueret, puis au Collège des lecteurs royaux. Il va fonder avec ses élèves la Brigade des poètes qui sera à l'origine de La Pléiade. Parmi ses fondateurs, se distinguent Pierre de Ronsard, Joachim du Bellay, Jean-Antoine de Baïf, Pontus de Thiard, Guillaume des Autels, Étienne Jodelle, Rémy Belleau et Jacques Peletier du Mans.
Marguerite prend, avec la plus grande conviction, la défense de cette nouvelle école, face aux critiques des anciens, et notamment de Mellin de Saint-Gelais. Elle est bien soutenue à cet égard par son fidèle conseiller, Michel de L'Hospital, futur chancelier du royaume de France, lui-même féru de poésie latine. Désormais, la cour de France, à l'image de cette princesse enthousiaste, va soutenir les novations des poètes français.
Le nouveau Parnasse honore la princesse comme sa muse préférée. Chaque poète lui dédie des hymnes élogieux. Du Bellay lui déclare : ce qu'on admire en vous, c'est ce qui est tout vôtre:
Cette grâce et doulceur et ce je ne sais quoi
Que, quand vous ne seriez fille ni sœur de roy,
Si, vous jugerait-on être ce que vous êtes.
Il exprime sa tristesse lors du départ de la princesse pour la Savoie en s'adressant à la plus sage, vertueuse et humaine princesse qui a été de son temps.
De son côté,Ronsard, chef de file de La Pléiade, est lui aussi attristé par son départ dans les États de Savoie en 1559. Dans la deuxième partie du Bocage royal, il célèbre:
...la vertu, la grâce et le mérite
De la sainte, divine et chaste Marguerite.
Toujours en sa faveur, soit l'hyver, soit au temps
De la chaude moisson, puisse naître un printemps!
Sur les monts de Savoye, en quelque part qu'elle aille,
Toujours dessous ses pieds un pré de fleurs s'émaille!
Dedans sa bouche naisse une manne de miel
Et luy soit pour jamais favorable le ciel!
« Peu de figures apparaissent dans l'Histoire accompagnées d'un aussi beau cortège d'amitiés illustres, surtout de la part des poètes qu'elle appréciait et inspirait si bien » (Roger Peyre).

### Un mariage endeuillé (1559)

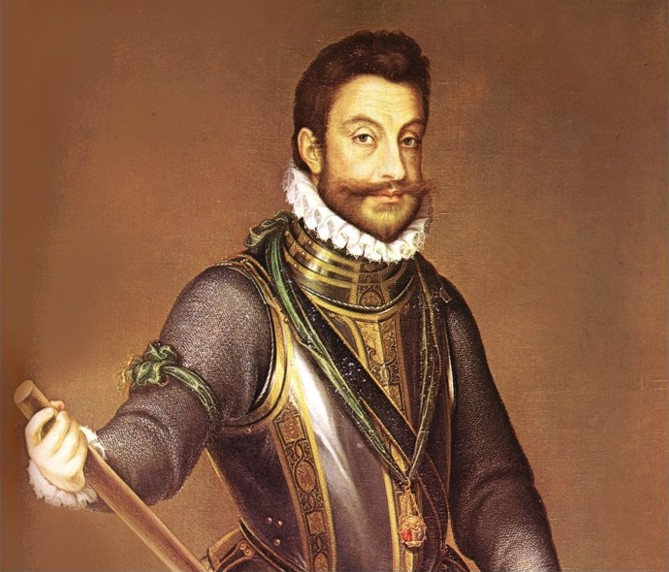
Emmanuel-Philibert Ier, duc de Savoie.

Le projet de mariage avec Emmanuel-Philibert de Savoie est l'une des clauses du traité du Cateau-Cambrésis signé le 3 avril 1559 par la France et l'Espagne. Le roi Henri II laisse à sa sœur Marguerite la jouissance du duché de Berry et des terres qui lui appartiennent et lui offre une dot de trois cent mille écus, payable en trois versements semestriels. De son côté, le duc Emmanuel-Philibert lui constitue un douaire de trente mille livres par an, garanti sur les territoires de Bresse, Bugey et Valromey.
Les poètes, des deux côtés des monts, préparent à l'avance leur épithalame, en l'honneur du futur mariage princier. Parmi eux, le gentilhomme savoisien, Marc-Claude de Buttet, ancien élève de la Brigade de Jean Dorat, et ami de Ronsard, rédige prématurément, à l'instar de Joachim du Bellay et de la plupart des poètes de La Pléiade, six-cents vers alexandrins intitulés « Epithalame ou nosses de très magnanime prince Emanuel Philibert, duc de Savoie, et de très vertueuse Marguerite de France, duchesse de Berry, seur unique du roy ». Lors de l'impression avec privilège, à Paris, il dut ajouter sous le titre : Sur les triomphes qui étoient prêts à faire sans la mort du Roi survenue .
En effet, le roi Henri II venait d'être mortellement blessé le 30 juin 1559 d'un coup de lance, face au sire de Montgommery, capitaine de sa Garde écossaise, lors du grand tournoi qu'il avait organisé à Paris, rue Saint-Antoine, en l'honneur du mariage de sa sœur Marguerite avec le duc Emmanuel-Philibert de Savoie.
Transporté à l'hôtel des Tournelles, le roi était au seuil de la mort. Mais encore conscient, il imposa que la cérémonie se fît sans délai, par peur que le mariage ne soit annulé. La messe de mariage, présidée par le cardinal de Lorraine, se déroula en pleine nuit, en l'église Saint-Paul, le 9 juillet 1559, dans les larmes. Vieilleville relate dans ses mémoires que « Les susdites noces ressemblaient mieux à un convoi de mortuaire et à funérailles qu'à aultre chose : car au lieu de haultbois et autres réjouissances, ce n'estoient que pleurs, sanglots, tristesses et regrets... ». Le roi mourut le lendemain. Il fut inhumé en la basilique Saint-Denis, nécropole des rois de France. Comme toutes les princesses de sa Maison, Marguerite, éplorée par la mort de son frère, revêtit une tenue blanche traditionnelle de deuil.
Cependant que son mari fut parti seul à la reconquête de ses territoires, Marguerite resta à Paris pour assister sa belle-sœur, Catherine de Médicis, et ses neveux endeuillés. Le départ de la nouvelle duchesse de Savoie fut plusieurs fois reporté : ce n'est qu'en décembre 1559 que Marguerite, accompagnée par son chancelier, Michel de L'Hospital, rejoint Emmanuel-Philibert dans le Comté de Nice, avant que le couple ne s'installe enfin en Savoie, puis au Piémont.

### La Réforme protestante
Marguerite de France avait la réputation de venir en aide aux adeptes de la religion réformée à la cour de France. Parvenue en Savoie, puis en Piémont, elle accueille avec bonté les huguenots qui avaient dû quitter leur pays. Parmi eux, elle aide secrètement son ancienne demoiselle d'honneur, Jacqueline de Montbel d'Entremont, veuve de l'amiral de Coligny, assassiné le 24 août 1572 à Paris, lors du massacre de la Saint-Barthélemy. Marguerite accueille à la cour de Turin, Jacques Grévin, écrivain huguenot de grande réputation, qui deviendra son médecin personnel.
L'ambassadeur vénitien, de passage à Turin, se charge d'effectuer une enquête pour déterminer si la duchesse s'est convertie au protestantisme. Il doit conclure qu'elle n'a pas abjuré la religion catholique : elle est vraiment catholique et entend la messe tous les matins. Il ajoute : « Pourtant sa protection excessive (fuor di modo) pour les huguenots n'est pas douteuse, et, comme on ne peut pas l'expliquer par la conformité des opinions, il faut attribuer cette manière d'agir ou à une rare bonté d'âme, à une pitié singulière envers tous, ou à quelque dessein secret qu'il n'est pas facile de démêler. »
Lors de la Révolte des Vaudois protestants, cédant aux sollicitations de la duchesse, le duc Emmanuel-Philibert consent à traiter avec les rebelles. Le Traité de Cavour du 5 juin 1561 autorise désormais la liberté de culte dans les trois vallées.

### La duchesse de Savoie

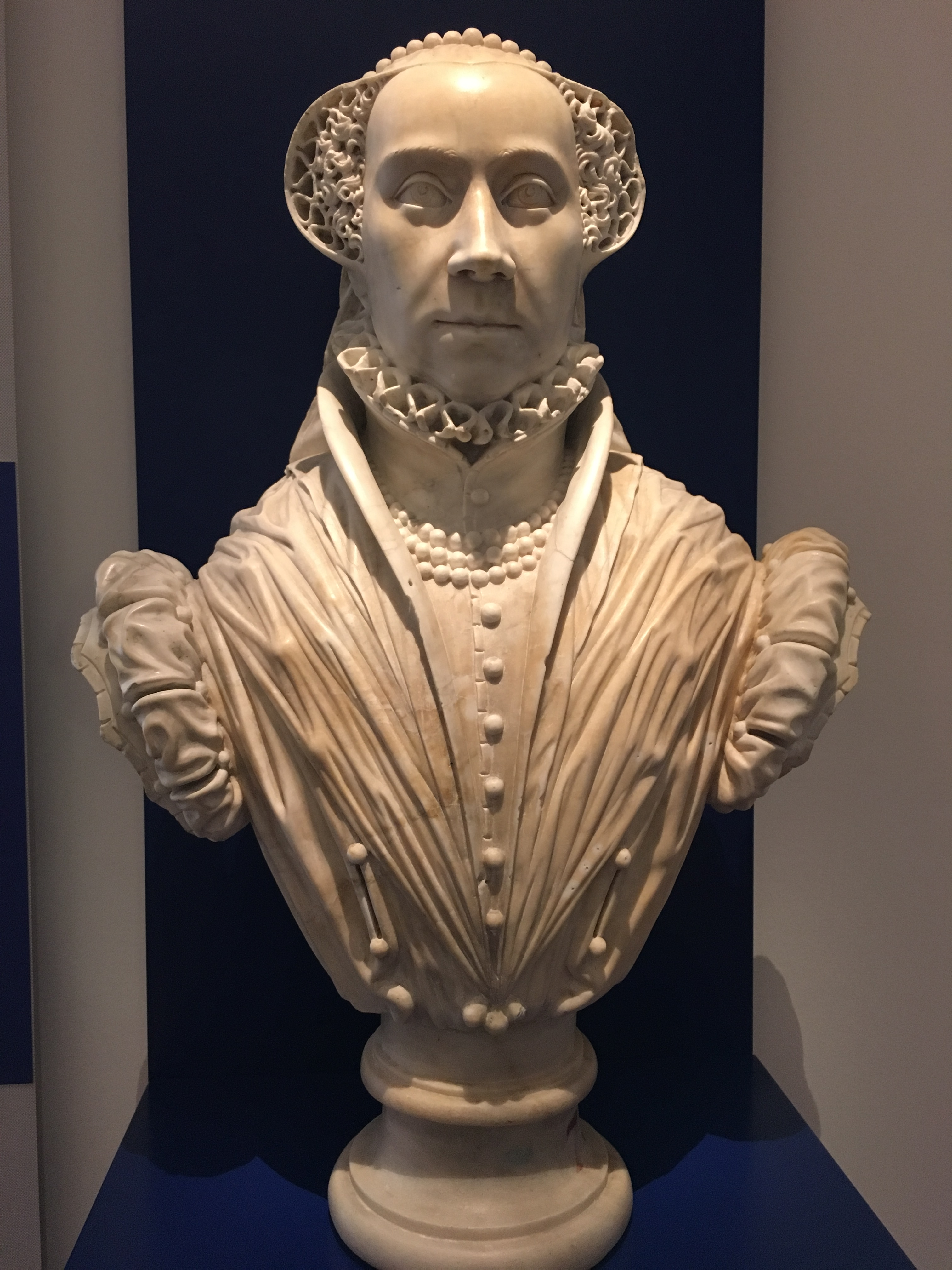
Buste de Marguerite de France
Turin, Galerie Sabauda.

Après trois ans de mariage, à 39 ans, elle eut son premier et unique enfant, un fils, Charles-Emmanuel Ier (1562-1630), lequel aura une descendance abondante.
Elle joua un rôle d'intermédiaire entre sa belle-sœur, la régente du Royaume de France, Catherine de Médicis, et son mari, le duc de Savoie. Aussi, elle fut mêlée aux négociations touchant à la restitution des dernières places fortes tenues par les Français en Italie.
Marguerite sollicita vivement le traité du 2 novembre 1562, qui remit sous la domination du duc de Savoie les villes de Turin, de Chivas, de Chieri et de Savillan que les Français occupaient, en vertu d'une des clauses de la paix du Cateau-Cambrésis de 1559.
Elle participa également à la préparation du traité qui sera signé, le 14 décembre 1574, par lequel les Français évacuèrent la forteresse de Pignerol, Savillan et la vallée de Pérouse (Ménabréa. Montmélian et les Alpes).
Ayant joué avec succès le rôle qui lui était imparti dans la réconciliation entre les maisons de France et de Savoie, Marguerite s'éteignit le 15 septembre 1574 à l'âge de 51 ans.
Emmanuel-Philibert lui construisit un tombeau dans l'abbaye de Hautecombe, nécropole de la famille de Savoie. En 1836, le roi de Piémont-Sardaigne Charles-Albert fit transférer la dépouille de la duchesse, dont le tombeau avait été détruit pendant la Révolution française, à la Sacra di San Michele.

## Inspirations littéraires
- Joachim du Bellay, Recueil de poésie présenté à très illustre Princesse Madame Marguerite, sœur unique du Roy, et mis en œuvre par un commandement de madicte Dame, Paris, chez Guillaume Cavellat, à l'enseigne de la Poule grasse, devant le collège de Cambray, 1549.
- Marc-Claude de Buttet,

-Épithalame ou noces de très illustre et magnanime Prince Emmanuel-Philibert de Savoie et de très vertueuse Princesse Marguerite de France, duchesse de Berry, sœur unique du roi, Paris. Robert Estienne. 1559
-Le premier livre des vers de Marc-Claude de Buttet, savoisien, dédié à très illustre Princesse Marguerite de France, duchesse de Savoie et de Berry, Paris. Michel Fezandat, 1561.
-Le Tombeau de très illustre, très vertueuse et non jamais assez louée, princesse Marguerite de France, duchesse de Savoie et de Berry, Annecy. Jacques Bertrand. 1575.
- Pierre de Ronsard, Les Hymnes de P. de Ronsard dédiés à Marguerite de France, duchesse de Savoie, Paris, Buon, 1584.
- Jacques Peletier du Mans, La Savoye, poème dédié à la duchesse et à son pays d'adoption. Annecy. Jacques Bertrand. 1572
- Madame de Lafayette, La Princesse de Clèves, Paris, Claude Barbier. 1678: La princesse Marguerite de France était dans une grande considération par le crédit qu'elle avait sur le roi, son frère ; et ce crédit était si grand que le roi en faisant la paix, consentait à rendre le Piémont pour lui faire épouser le duc de Savoie. Quoiqu'elle eût désiré toute sa vie de se marier, elle n'avait jamais voulu épouser qu'un souverain, et elle avait refusé pour cette raison le roi de Navarre, lorsqu'il était duc de Vendôme, et avait toujours souhaité M. de Savoie ; elle avait conservé de l'inclination pour lui depuis qu'elle l'avait vu à Nice à l'entrevue du roi François premier et du pape Paul troisième.